# Chaunax heemstraorum
Chaunax heemstraorum, tên thông thường là cá nóc hòm Heemstras, là một loài cá biển thuộc chi Chaunax trong họ Chaunacidae. Loài này được mô tả lần đầu tiên vào năm 2016.

## Danh pháp khoa học
Loài cá này được đặt theo tên của tiến sĩ Elaine Heemstra, người đã tỏ ra hiếu khách và tận tình giúp đỡ khi tác giả thứ nhất, Hsuan-Ching Ho, đang làm việc tại Viện Đa dạng Sinh học Thủy sinh Nam Phi (SAIAB).

## Phân bố và môi trường sống
C. heemstraorum có phạm vi phân bố ở vùng biển Tây Ấn Độ Dương. Loài này được thu thập ở ngoài khơi Nam Phi (bao gồm cả bờ biển phía tây, một phần của Đông Nam Đại Tây Dương), Mozambique và Kenya. Chúng được tìm thấy ở độ sâu khoảng từ 102 đến 774 m.

## Mô tả
Chiều dài tối đa được ghi nhận ở C. heemstraorum có kích thước khoảng 16,3 cm. Màu sắc của các mẫu vật khi còn sống: Cơ thể có màu đỏ (kể cả cá con) với các đốm màu xanh lục phủ khắp phần thân trên; vùng bụng có màu trắng nhạt. Tiêu bản của các mẫu vật có màu trắng nhạt với các đốm màu xám.
Số gai ở vây lưng: 3; Số tia vây mềm ở vây lưng: 12 (tia thứ nhất ngắn nhất); Số gai ở vây hậu môn: 0; Số tia vây mềm ở vây hậu môn: 7 (tia thứ nhất ngắn nhất); Số tia vây mềm ở vây ngực: 13 – 14 (tia thứ 4 hoặc 5 thường dài nhất); Số tia vây mềm ở vây đuôi: 9.